# Micro buco nero
I micro buchi neri, chiamati anche buchi neri microscopici o buchi neri meccano-quantistici, sono ipotetici buchi neri per i quali gli effetti della meccanica quantistica giocano un ruolo importante.

## Concetti generali
Un buco nero può avere ogni massa uguale o superiore alla massa di Planck. Nel 1974 Stephen Hawking propose che, essendo dovuti ad effetti quantistici, tali buchi neri potessero evaporare tramite un processo che oggi viene chiamato radiazione di Hawking nel quale vengono emesse particelle elementari (fotoni, elettroni, quark, gluoni, ecc.). I suoi calcoli mostrano che quanto più piccola è la dimensione del buco nero, tanto più veloce diventa il tasso di evaporazione, con una conseguente istantanea emissione di particelle quando il micro buco nero improvvisamente esplode. È possibile che tali buchi neri primordiali quantistici si siano formati nell'ambiente ad alta densità dell'universo appena formato (big bang), o eventualmente attraverso successive transizioni di fase.
I primordiali buchi neri di massa iniziale attorno ai 1015 grammi dovrebbero aver ormai completato la loro evaporazione; i più leggeri buchi neri primordiali dovrebbero già essere evaporati. In circostanze ottimistiche, il telescopio spaziale Fermi Gamma-ray, lanciato nel giugno del 2008, potrebbe rilevare l'evidenza sperimentale dell'evaporazione di buchi neri vicini osservando i lampi gamma. È improbabile che una collisione fra un microscopico buco nero e un oggetto come una stella o un pianeta possa essere rilevata. Ciò è dovuto al fatto che il piccolo raggio e l'alta densità del buco nero gli permetterebbero di passare indisturbato attraverso ogni oggetto costituito di normali atomi, riuscendo a interagire solo con pochissimi di questi. Tuttavia è stato ipotizzato che un piccolo buco nero di massa sufficiente che passasse attraverso la Terra, dovrebbe produrre un'onda sismica acusticamente rilevabile.
Nella classica gravità a tre-dimensioni, le tecnologie disponibili non raggiungono la massa di Planck minima richiesta per produrre un buco nero. Tuttavia, alcune simulazioni che includono dimensioni extra di spazio in alcune configurazioni speciali come le dimensioni extra-larghe, in alcuni casi speciali del modello di Randall-Sundrum e nelle configurazioni della teoria delle stringhe come le soluzioni GKP, la massa di Planck può essere così bassa da essere misurabile nella scala TeV. In queste circostanze, si ipotizzò nel 2001 che la produzione di micro buchi neri potrebbe essere un effetto ottenibile tramite il Large Hadron Collider (LHC) o i futuri collisionatori a più alta energia.
I calcoli di Hawking e basati sulla meccanica quantistica prevedono che questi buchi neri decadano quasi istantaneamente in un getto di particelle che fungerebbe da rivelatore di queste strutture.

## Dimensioni minime di un buco nero
Un buco nero può avere teoricamente qualunque massa uguale o superiore alla massa di Planck. Per formare un buco nero si deve concentrare massa o energia sufficiente a far sì che la velocità di fuga dalla regione nella quale essa è concentrata ecceda la velocità della luce. Questa condizione dà il raggio di Schwarzschild, {\displaystyle R=2GM/c^{2}} (dove G è la costante gravitazionale di Newton e c è la velocità della luce), di un buco nero di massa M. D'altra parte, la lunghezza d'onda di Compton, {\displaystyle \lambda =h/Mc}, dove h è la costante di Planck, rappresenta un limite sulla dimensione minima della regione in cui può essere localizzata una massa M a riposo. Per una M sufficientemente piccola, la lunghezza d'onda di Compton eccede il raggio di Schwarzschild, e non può esistere nessun buco nero. La più piccola massa per un buco nero è perciò approssimativamente la massa di Planck, la quale è circa 2 × 10−8 kg o 1.2 × 1019 GeV/c².
Ogni buco nero primordiale di massa sufficientemente bassa evaporerà avvicinandosi alla massa di Planck entro l'arco di vita dell'universo. In questo processo, questi piccoli buchi neri irradiano materia. Una rappresentazione di questo è data da una coppia di particelle virtuali che emergono dal vuoto in prossimità dell'orizzonte degli eventi; una delle due particelle viene catturata, mentre l'altra sfugge in vicinanza del buco nero. Il risultato netto è che il buco nero perde massa (a causa della conservazione dell'energia).
Secondo le formule della termodinamica dei buchi neri, più il buco nero perde massa, più diventa caldo, e più velocemente evapora, fino ad avvicinarsi alla massa di Planck. A questo stadio un buco nero avrebbe una temperatura di Hawking di TP / 8π (5.6×1032 K), la quale implica che una particella di Hawking emessa avrebbe un'energia comparabile alla massa del buco nero stesso. A questo punto la descrizione termodinamica perde significato. Un tale mini buco nero avrebbe anche un'entropia di solo 4π nat, approssimativamente il minimo valore possibile.
A questo punto dunque, l'oggetto non viene descritto più lungo come un buco nero classico, e i calcoli di Hawking ugualmente crollano. Congetture per il destino finale del buco nero includono la totale evaporazione e produzione di un residuo di buco nero delle dimensioni della massa di Planck. Se le intuizioni riguardo ai buchi neri quantistici sono corrette, vicino alla massa di Planck ci si aspetta che il numero di stati quantici possibili per il buco nero divengano così pochi e così quantizzati che le sue interazioni si saranno probabilmente estinte.
È possibile che tali buchi neri di massa planckiana non siano più capaci di assorbire energia gravitazionalmente, come un classico buco nero, a causa degli intervalli (gaps) quantizzati tra i loro livelli di energia permessa, né ad emettere particelle di Hawking per la stessa ragione possono essere oggetti stabili. Essi sarebbero in effetti delle cosiddette WIMP (dall'inglese weakly interacting massive particles, particelle massive debolmente interagenti); questo potrebbe spiegare la materia oscura 

## Creazione dei micro buchi neri
La produzione di un buco nero richiede concentrazione di massa o energia dentro il corrispondente raggio di Schwarzschild. Nella nota gravità tridimensionale, il minimo di tale energia è 1019 GeV, che dovrebbe condensarsi in una regione approssimativamente di 10−33 cm, molto oltre i limiti di ogni attuale tecnologia; il Large Hadron Collider (LHC) è stato progettato per un'energia di 14 TeV. Questo va ugualmente oltre il campo delle collisioni conosciute dei raggi cosmici con l'atmosfera della Terra, che raggiunge energie del centro di massa in un campo di centinaia di TeV.
Si stima  che per far collidere due particelle dentro la distanza di una lunghezza di Planck con forze del campo magnetico correntemente fattibili richiederebbe un acceleratore ad anello di circa 1000 anni luce di diametro per tenere le particelle sulla rotta.
Alcune estensioni della fisica attuale presuppongono l'esistenza di extra dimensioni dello spazio. Nello spaziotempo di dimensione più elevata, la forza di gravità aumenta molto rapidamente con il decrescere della distanza rispetto allo spazio tridimensionale. Con certe configurazioni speciali delle dimensioni extra, questo effetto può abbassare la scala di Planck a quella di energia necessaria per creare un micro buco nero.

## Micro buchi neri stabili
Anche se la radiazione di Hawking viene talvolta messa in dubbio, Leonard Susskind esprime il suo punto di vista nel suo recente libro: Ogni tanto compare un nuovo articolo di fisica che sostiene che i buchi neri non evaporino. Tali saggi scompaiono rapidamente dentro l'inesauribile cumulo di spazzatura delle idee marginali.
Altre controversie riguardo alla sicurezza, oltre a quelle basate sulla radiazione di Hawking, furono esternate in un saggio (vedi anche), nel quale venivano mostrate simulazioni ipotetiche con buchi neri stabili che potrebbero danneggiare la Terra; secondo questi scenari, tali buchi neri potrebbero essere prodotti dai raggi cosmici e di conseguenza dovrebbero aver già distrutto corpi celesti quali la Terra, il Sole, le stelle di neutroni o le nane bianche.